# CBS/Fox Video
The CBS/Fox Company, hoặc CBS/Fox Video là một công ty giải trí, được hình thành và được thiết lập trong tháng sáu năm 1982, như một sự hợp nhất của 20th Century Fox và CBS Video

## Sản phẩm
Các sản phẩm chủ yếu là
- Pre-Recorded VHS
- Pre-Recorded Betamax

Ngoài ra, hãng còn phân phối phim từ 20th Century Fox và một số hãng phim khác

## Trụ sở
Trụ sở công ty tại Farmington Hills, Michigan đến 1985, khi trụ sở mới tại Livonia, Michigan. Trong năm 1989, nó di chuyển trụ sở chính của nó đến Thành phố New York.Nơi đây là trụ sở của Fox Video sau này (bây giờ là 20th Century Fox Home Entertainment) trong năm 2001.

## Giải thể và hậu thế
Công ty giải thể năm 2001, thay vào đó là Fox Video (20th Century Fox sở hữu) và CBS Home Entertainment (do CBS quản lí)